# Robert Vincent
Pour les articles homonymes, voir Vincent.
Robert Vincent (né le 13 avril 1956 à Granby) est un homme politique canadien. 

## Biographie
Il a été député à la Chambre des communes du Canada, représentant la circonscription québécoise de Shefford sous la bannière du Bloc québécois. Anciennement conseiller syndical et contremaître, il a été élu pour la première fois en 2004 et réélu en 2006. Il fut défait par le néo-démocrate Réjean Genest en 2011. Porte-parole adjoint en matière d'industrie de 2006 à 2009, et en matière de travail de 2010 à 2011, il s'est notamment démarqué pour sa défense des travailleurs âgés victimes de fermeture d'usines. Il a été vice-président du Sous-comité sur le prix du pétrole et du gaz et des autres produits énergétiques en 2007 et 2008 et du Sous-comité sur l'industrie de l'automobile au Canada en 2009. Il a également été membre du Comité permanent de l'industrie, des sciences et de la technologie, du Comité permanent de l'accès à l'information et du Sous-comité de la condition des personnes handicapées, entre autres. 